# ادوارد کراویتز
ادوارد کراویتز (انگلیسی: Edward Kravitz؛ زادهٔ ۱۹ دسامبر ۱۹۳۲) دانشمند در زمینه علوم اعصاب اهل ایالات متحده آمریکا است.
وی همچنین برندهٔ جوایزی همچون کمک‌هزینه گوگنهایم شده‌است.